# Kan Guixiang
Kan Guixiang (闞桂香) (Qiyui, 6 luglio 1940) è un artista marziale cinese, 8º duan di wushu, con il marito Men Huifeng (a sua volta 9 duan di wushu), ha ideato lo stile Dongyue Taijiquan (東岳太極拳).
Lo stile Dongyue è una sintesi di tutti gli stili di Wushu (in particolare del Taiji quan) ed è stato presentato per la prima volta sulla montagna sacra Tai Shan all'alba del 1º gennaio 2000.
Men Huifeng et Kan Guixiang sono autori di numerose forme codificate del Wushu, in particolare del Taijiquan. Tra queste:
- Forme di stile Yang dette "Forme simplificate": 8, 16, 24 movimenti a mani nude e 32 movimenti di spada
- le quattro forme principali correnti degli stili Chen, Yang, Wu et Sun
- Forme di stile Chen a mani nude e di spada
- Formes combinate di 42 movimenti a mani nude e di spada
- Forme di Tui shou per il Taijiquan
- Forme di Sanshou per il Taijiquan